# DeWanna Bonner
DeWanna Bonner (Fairfield, 21 de agosto de 1987) es una baloncestista estadounidense de la Women's National Basketball Association (WNBA) que ocupa la posición de base.
Fue reclutada por los Phoenix Mercury en la 5ª posición de la primera ronda del Draft de la WNBA de 2009.
En los años 2009, 2010 y 2011 fue galardonada como la Mejor Sexta Mujer de la WNBA, mientras que con su equipo, ha alzado el título de la WNBA en los años 2009 y 2014; además, en 2015 fue seleccionada para el All-Star Game de la WNBA.
El 11 de febrero de 2020, es traspasada a las Connecticut Sun por 3 picks de primera ronda.
El 5 de febrero de 2025, como agente libre, firma por las Indiana Fever. 

## Estadísticas

### Totales
| 2009† | Phoenix                          | 34                               | 0                                | 21.3                             | .457                             | .154                             | .812                             | 5.8                              | 0.4                              | 0.6                              | 0.7                              | 1.0                              | 11.2                             |
| 2010 | Phoenix                          | 32                               | 4                                | 25.4                             | .465                             | .358                             | .840                             | 6.1                              | 1.3                              | 0.6                              | 1.2                              | 1.2                              | 12.0                             |
| 2011 | Phoenix                          | 34                               | 5                                | 25.2                             | .430                             | .343                             | .909                             | 7.0                              | 0.8                              | 1.0                              | 1.0                              | 1.0                              | 10.7                             |
| 2012 | Phoenix                          | 32                               | 32                               | 35.0                             | .364                             | .283                             | .852                             | 7.2                              | 2.2                              | 1.7                              | 0.8                              | 2.3                              | 20.6                             |
| 2013 | Phoenix                          | 34                               | 33                               | 32.9                             | .410                             | .325                             | .901                             | 5.8                              | 2.4                              | 1.1                              | 0.3                              | 1.6                              | 14.5                             |
| 2014† | Phoenix                          | 34                               | 34                               | 29.2                             | .459                             | .279                             | .780                             | 4.1                              | 2.3                              | 1.4                              | 0.4                              | 1.3                              | 10.4                             |
| 2015 | Phoenix                          | 33                               | 33                               | 33.3                             | .378                             | .254                             | .866                             | 5.7                              | 3.3                              | 1.3                              | 0.8                              | 1.8                              | 15.8                             |
| 2016 | Phoenix                          | 34                               | 24                               | 31.3                             | .424                             | .329                             | .798                             | 5.4                              | 2.4                              | 1.2                              | 0.6                              | 1.6                              | 14.5                             |
| 2017 | No jugó (permiso por maternidad) | No jugó (permiso por maternidad) | No jugó (permiso por maternidad) | No jugó (permiso por maternidad) | No jugó (permiso por maternidad) | No jugó (permiso por maternidad) | No jugó (permiso por maternidad) | No jugó (permiso por maternidad) | No jugó (permiso por maternidad) | No jugó (permiso por maternidad) | No jugó (permiso por maternidad) | No jugó (permiso por maternidad) | No jugó (permiso por maternidad) |
| 2018 | Phoenix                          | 34                               | 34                               | 32.9                             | .452                             | .313                             | .867                             | 7.2                              | 3.2                              | 1.2                              | 0.4                              | 1.6                              | 17.3                             |
| 2019 | Phoenix                          | 34                               | 34                               | 32.9                             | .377                             | .272                             | .916                             | 7.6                              | 2.7                              | 1.3                              | 0.6                              | 1.6                              | 17.6                             |
| 2020 | Connecticut                      | 22                               | 22                               | 33.3                             | .422                             | .252                             | .895                             | 7.8                              | 3.0                              | 1.7                              | 0.5                              | 2.4                              | 19.7                             |
| 2021 | Connecticut                      | 32                               | 32                               | 31.9                             | .395                             | .317                             | .892                             | 6.4                              | 3.5                              | 1.3                              | 0.7                              | 2.2                              | 15.2                             |
| 2022 | Connecticut                      | 33                               | 33                               | 30.0                             | .439                             | .329                             | .827                             | 4.7                              | 2.8                              | 1.2                              | 0.3                              | 1.6                              | 13.5                             |
| 2023 | Connecticut                      | 40                               | 40                               | 30.1                             | .425                             | .329                             | .862                             | 5.6                              | 2.2                              | 1.1                              | 0.6                              | 1.5                              | 17.4                             |
| 2024 | Connecticut                      | 40                               | 39                               | 31.8                             | .414                             | .294                             | .832                             | 6.0                              | 2.0                              | 1.2                              | 0.7                              | 1.4                              | 15.0                             |
| Carrera | 15 años, 2 equipos               | 502                              | 399                              | 30.4                             | .416                             | .304                             | .857                             | 6.1                              | 2.3                              | 1.2                              | 0.7                              | 1.6                              | 14.9                             |
| Carrera | All-Star                         | 6                                | 3                                | 16.7                             | .444                             | .250                             | 1.000                            | 3.3                              | 1.7                              | 0.2                              | 0.2                              | 0.2                              | 6.5                              |
| Notas: JJ=Juegos jugados; JI=Juegos iniciados; MPJ=Minutos por juego; %TC=Porcentaje de tiros de campo; %3P=Porcentaje de tiros de tres; %TL=Porcentaje de tiros libres; RPJ=Rebotes por juego; APJ=Asistencias por juego; RPJ=Rebotes por juego; BPJ=Bloqueos por juego; RPJ=Robos por juego; PPJ=Puntos por juego |                                  |                                  |                                  |                                  |                                  |                                  |                                  |                                  |                                  |                                  |                                  |                                  |                                  |

| † | Ganó Finales de la WNBA |